# Heiko Thieme
Heiko H. Thieme (* 16. September 1943 in Leipzig) ist ein Portfoliomanager und Anlageberater.

## Leben
Thieme wuchs in Goslar auf und besuchte dort das Ratsgymnasium Goslar, das er nach bestandenem Abitur verließ. Nach einer juristischen Ausbildung in Tübingen, Edinburgh, Hamburg und den USA (Berkeley) entschloss er sich, seine Promotion nicht zu Ende zu führen, sondern bei einer britischen Brokerfirma in Edinburgh und London als Analyst zu arbeiten. Im Jahr 1979 wechselte Thieme nach New York, wo er für ein Tochterunternehmen der Deutschen Bank tätig war und dieses nach einigen Jahren leitete.
Im Jahr 1990 und in den Folgejahren gründete Thieme die Firmen Thieme Associates, Thieme Consulting und Thieme Securities. Kurze Zeit später erwarb er die American Heritage Management Corporation und wurde deren Chairman. Gleichzeitig übernahm er das Management des American Heritage Fund. Für die Deutsche Bank war er noch mehrere Jahre als Berater tätig. Für den Zeitraum von 1991 bis 1993 war der American Heritage Fund der erfolgreichste Mutual-Fonds in den USA. 1995 wurde Thieme von der Fachzeitschrift Mutual Fund zum erfolglosesten Fondsmanager des Jahres gekürt, 1997 war er wiederum der erfolgreichste Fondsmanager in den USA. Durch einen lange anhaltenden Rechtsstreit mit einem einzelnen Anleger war der Fonds in seinen Anlageentscheidungen eingeschränkt, so dass zahlreiche Anleger ihre Investitionen abzogen. Inzwischen wurden die Fonds geschlossen und den Anlegern das Geld ausbezahlt.
Von 1987 bis März 2003 erschien in der Frankfurter Allgemeinen Zeitung an jedem Montag eine Kolumne von Heiko Thieme mit dem Titel Brief aus der Wall Street. In dieser Kolumne veröffentlichte er seine jeweils aktuellen Markteinschätzungen. Er verfasste ferner Artikel für Der Spiegel, Capital, Stern und Focus. Thieme arbeitet auch als Experte für TV-Sendungen wie die Börse am Abend auf N24 oder DAF (2012).
Thieme bietet jungen Leuten im Zuge eines Trainee-Programms einen Einblick in die internationale Finanzwelt. Aus dem Kreis seiner ehemaligen Mitarbeiter sind unter anderem Markus Koch (n-tv), Robert A. El-Gayar (Börse Online) und Richard Weiss (Bloomberg TV) hervorgegangen. 
Thieme wird in der Fachwelt teilweise kritisch gesehen. Eine seiner Hauptempfehlungen, die Aktie von American International Group, die er noch Ende August 2008 zum Kauf empfohlen hatte, erlitt bis Mitte September 2008 einen Verlust von über 90 %.
Seit 2016 gibt er in seinem Börsenclub „Heiko Thieme Club“ Einblick in seine Strategie, seine Einschätzung und Meinung, den Dreiklang aus Politik, Wirtschaft und Börse sowie konkrete Handlungsanweisungen und Aktienempfehlungen.
Seit 1963 ist er Mitglied des Corps Suevia Tübingen.